# Laringospasmo
Il laringospasmo (laringite spastica o croup spasmodico) è una condizione patologica delle vie aeree superiori, dovuta alla contrazione spasmodica dei muscoli della laringe per cause diverse, come infezioni, infiammazioni o allergie, che provoca una contrazione delle corde vocali e quindi un'ostruzione del flusso aereo con la conseguente sensazione di soffocamento.
Le principali cause dello spasmo sono l'infezione delle vie aeree, molto frequente nei bambini soggetti ad allergie o asma e in particolare in inverno e primavera, quando si è più vulnerabili anche a piccole infezioni come raffreddore o influenza, e il reflusso gastro-esofageo, in particolare nelle ore notturne. Il laringospasmo può insorgere anche a causa dell'alta quantità di acqua salata nelle vie respiratorie in conseguenza a un annegamento.

## Sintomi
I sintomi del laringospasmo sono principalmente abbassamento della voce, sensazione di soffocamento, difficoltà inspiratoria (dispnea di tipo inspiratorio), rumori respiratori acuti, tosse convulsa (abbaiante), tachicardia e sudorazione abbondante.
La crisi termina improvvisamente così come è iniziata e può durare da pochi minuti ad alcune ore; le difficoltà respiratorie possono causare al bambino vomito, spossatezza e inappetenza.

## Terapia
Il paziente affetto da laringospasmo deve essere tenuto, durante la crisi, in un ambiente ben umidificato. Spesso è necessaria la somministrazione di un farmaco steroideo come il desametasone.
La valutazione medica è fondamentale per individuarne le cause e scegliere l'eventuale terapia farmacologica più adeguata, che può prevedere l'ulteriore somministrazione di cortisonici con aerosol.